# 유니세프

유니세프: 유엔 아동 기금 United Nations Children's Fund

유니세프기

국제 연합 아동 기금(國際聯合兒童基金, 영어: United Nations Children's Fund, UNICEF)는 1946년 12월 11일 설립된 유엔의 기관이다. 원래 이름은 국제 연합 국제 아동 긴급 기금(United Nations International Children's Emergency Fund)이었으나 1953년 현재 이름으로 바뀌었다. 예전 이름의 약자인 유니세프(영어: UNICEF)로 널리 알려져 있다. 유니세프는 156개 가난한 국가의 굶주리는 어린이를 위해 활동한다. 긴급 구호, 영양, 예방 접종, 식수 문제 및 환경 개선, 기초 교육 등과 관련된 일을 하고 있다. 개발도상국의 어린이와 여성
을 돕기 위한 기금이다. 1965년 노벨평화상을 수상하기도 했다.

## 유니세프
전 세계적으로 33개국에 국가위원회가 있는데 각각의 위원회는 독립적인 로컬 비정부단체 이름 아래 설립되었다. 국가위원회들은 사립 기구로부터 후원금을 모으고, 각 나라의 아동권리를 지키고 보호하기 위해 옹호 활동을 펼친다.
유니세프의 후원금은 전 세계적으로 600만 명의 개개인 기부자들로 구성되어있는 협력체들의 기부에서 나온다. 그들은 다양한 분야에서 일하고 있는 미디어, 국가나 지역 정부 직원들, 비영리 단체들, 의사나 변호사, 학교 같은 전문가들, 파트너와 함께 어린이 권리에 관련된 이슈를 해결한다. 한국은 1950년부터 약 43년 간 유니세프의 도움을 받다가 1994년 유니세프한국위원회가 설립되어 이제는 도움을 주는 나라로 전환되었다. 이것은 각 국가 '자립'을 위한 유니세프 존재 이유를 가장 잘 보여주는 첫번째 사례이다.

## 모금활동과 장려
미국, 캐나다나 다른 몇몇 나라들에는 유니세프는 "Trick-Or-Treat for UNICEF"프로그램으로 알려져 있는데 할로윈 밤에 집집을 돌아다니면서 가끔 사탕 대신에 유니세프를 위한 돈을 모으는 프로그램이다.
유니세프는 바하마스, 브루나이, 키프로스, 라트비아, 리텐슈타인, 말타, 모리셔스, 모나코, 싱가포르 9개국을 제외한 전 세계 191국에서 활동한다.  유니세프는 1979년을 “어린이 날”이라 칭하고 1979년 12월에 많로 유니세프의 활동에 대해 33개의 유니세프 국가위원회를 통해 들었다.. 비 정부단체들이 모금활동과 유니세프 환영 카드와 상품 판매, 사적이고 공공의 파트너쉽 형성, 아이들 인권 보호, 그리고 지원에 첫째로 책임을 지고 역할을 맡았다. 1947년에 설립된 미국 유니세프 기금은 국가 위원회에서 가장 오래된 단체이다.
2005년에 뉴질랜드는 18세의 유명 오페라, 팝 가수인 Hayley Westenra를 유니세프 지원에 젊은 이들을 협력시켰다는 성과로 유니세프의 대표로 임명했다. Westenra는 기본권을 부여 받지 못한 개발도상국의 아이들을 위하여 그들의 처지를 공공화 시키고 유니세프 미션의 지원인 모금활동을 해보려는 노력으로 여행을 떠났다.
2007년 4월 19일, Grand Duchess Maria Teresa of Luxembourg 가 유니세프 어린이를 위한 고위 변호인에 임명되었는데 2007년 브라질, 2008년 중국, 2009년 부룬디 방문의 업적을 보았기에 임명될 수 있었다.
2009년에 영국 소매상 Tesco 이 “Change for Good”를 광고에 이용했는데 유니세프의 트레이드 마크로 사용되었다. 이것은 에이전시가 이렇게 말하도록 했다: “광고의 존재가 고의로 캠페인의 하나를 자본화 시키는데 착수시키고 후에 아이들이 의존적일 수 있는 몇몇 수익 프로그램들에 손상을 입히는 것이 유니세프 역사이래 처음이다.

## 활동
유니세프는 일시 후원, 정기 후원으로 후원을 모금하며 유니세프 카드와 기념상품, 사무용품도 판매하여 기금을 모은다. 현재는 크게 활성화되어 여러 빈민국들을 도와주고 있다.
@unicef 나 @unicefkorea 라는 트위터 계정도 운영하고 있다.

#### 홍보대사
- 오드리 헵번 (배우) (1988년)

#### 국제친선대사
- 구로야나기 데쓰코 (배우, 작가) (1984년)
- 리처드 애튼버러 (배우) (1987년)
- 로저 무어(배우) (1991년)
- 유수 은두르(가수) (1991년)
- 나나 무스쿠리(가수) (1993년)
- 여명(배우) (1994년)
- 주디 콜린스(배우) (1995년)
- 버네사 레드그레이브(배우) (1995년)
- 막심 벤게로프(바이올리니스트) (1997년)
- 수전 서랜던(배우) (1999년)
- 미아 패로(배우) (2000년)
- 세바스티앙 살가도(사진작가) (2001년)
- 페미 쿠티(가수) (2002년)
- 샤키라(가수) (2003년)
- 제시카 랭(배우) (2003년)
- 우피 골드버그(배우) (2003년)
- 대니 글로버(배우) (2004년)
- 랑랑(피아니스트) (2004년)
- 리키 마틴(가수) (2004년)
- 청룽(배우) (2004년)
- 아미타브 밧찬(배우) (2005년)
- 데이비드 베컴(축구 선수) (2005년)
- 로저 페더러(테니스 선수) (2006년)
- 베를린 필하모닉 오케스트라 (2007년)
- 정명훈(클래식 지휘자) (2008년)
- 올랜도 블룸(배우) (2009년)
- 리오넬 메시(축구 선수) (2010년)
- 김연아(피겨 스케이팅 선수) (2010년)

### 유니세프 한국 위원회

#### 한국위원회 친선대사
- 안성기 (1993년)
- 장사익 (2007년)
- 김혜수 (2012년)
- 방탄소년단 (2019년)

#### 과거의 친선 대사
- 앙드레 김 (2003년)
- 박완서 (2003년)

#### 특별 대표
- 김래원 (2007년) - 예술 부문
- 원빈 (2007년) - 예술 부문
- 이보영 (2008년) - 예술 부문
- 리처드 용재 오닐 (2008년) - 아우 인형
- 최시원 (2010년) - 예술 부문
- 공유 (2013년) - 예술 부문
- 지성 (2017년) - 예술 부문

#### 과거의 특별 대표
- 황병기 (1996년) - 음악 부문
- 김미화 (1999년) - 연예 부문
- 손범수 (2000년) - 방송 부문
- 이병헌 (2005년) - 예술 부문
- 왕상한 (2010년) - 학계

#### 카드 후견인
- 1992년 ~ 1993년 : 자니 윤
- 1993년 ~ 1994년 : 최명길, 이문세
- 1994년 ~ 1995년 : 한성주, 이휘재
- 1995년 ~ 1996년 : 임백천, 김연주
- 1996년 ~ 1997년 : 임백천, 김미화
- 1998년 ~ 1999년 : 김국진, 아기공룡 둘리, 김미화
- 1999년 ~ 2000년 : 손범수, 류시원
- 2000년 ~ 2001년 : 차인표, 장동건
- 2001년 ~ 2002년 : 차인표, 김정은
- 2002년 ~ 2003년 : 홍명보, 김정은
- 2004년 ~ 2005년 : 이병헌
- 2007년 ~ 2008년 : 김래원, 이보영

#### 스포츠클럽
- FC 바르셀로나 (2006~)
- 롯데 자이언츠 (2011~)

## 같이 보기
- 유엔